# Ion Gheorghe Maurer
Ion Gheorghe Maurer (n. 23 septembrie 1902, București, România – d. 8 februarie 2000, București, România) a fost un politician comunist român, prim-ministru al României în perioada 1961-1974, cel de-al 49-lea premier al României.
A fost președinte al Prezidiului Marii Adunări Naționale a Republicii Populare Române (șef al statului) în perioada 11 ianuarie 1958 - 21 martie 1961. Membru titular al Academiei Române.

## Originea și studiile
Maurer s-a născut ca Jean Georges Maurer în 1902 la București. În documente secrete ale Ministerului de Externe Britanic era menționată ca dată a nașterii ziua de 8 iulie 1899, iar ca loc al nașterii comuna Vorumloc din județul Târnava Mare. 
Bunicul său patern, sas din Sighișoara, se mutase în Muntenia. Tatăl său a fost profesor de franceză și germană și director la școala Buftea din București, mama franțuzoaică, profesoară de franceză, se numea Jeanne Émilie Desmaret. Maurer nu a vorbit, însă, limba germană, ci vorbea fluent limbile română și franceză. După ce a studiat dreptul la București (până în 1923) și apoi la Sorbona la Paris unde și-a luat doctoratul în 1925, Maurer a activat ca judecător la Agnita apoi ca asistent de procuror sau procuror la Sighișoara. A încercat să intre în Baroul de Târnava Mare, dar n-a reușit. În cele din urmă a fost primit în Baroul Avocaților de București. Ca avocat a reprezentat în instanțele juridice atât marile bănci românești, cât si „ilegaliști”  comuniști români în procesele politice dinainte de război.

## Familia
Prima soție s-a numit Dana Gavrilovici, după alte surse, Lucreția. Ea era mai în vârstă decât el și avea două fiice cu el precum un fiu din prima ei căsătorie, Alexandru Niculescu, care a devenit ofițer.
S-a recăsătorit în 1949 cu Elena (Lili) Stănescu, fostă soție a prietenului său N.D.Cocea și cu care a avut un băiat, Jean Maurer, care trăiește la München.
Soția a murit cu un an înainte de moartea lui, dar — temându-se de producerea unui atac de inimă — fiul său a ținut acest fapt în secret, deci Maurer a murit cu credința că soția sa încă mai trăiește și este tratată într-un spital.[nefuncțională]

## Cariera politică
În anul 1937 a devenit membru al Partidului Comunist din România. Fiind un avocat celebru și respectat, a avut misiunea de a se infiltra în partidele istorice: în 1937 candidează pentru un loc în parlament pe listele PNL-Brătianu, iar, în 1938, pe listele PNȚ, în județul Dâmbovița, dar nu a fost ales.
Între anii 1947-1951, a deținut funcția de președinte al Comitetului Olimpic Român. A fost ales membru titular al Academiei Române din 1955.
În guvernul Petru Groza a fost numit subsecretar de Stat la Ministerul Comunicațiilor și Lucrărilor Publice. În același an, a făcut parte din delegația care a participat la Conferința de Pace de la Paris.
A fost numit ministru de externe în 1957 în guvernul condus de Chivu Stoica. În 1958 a fost ales președinte al Prezidiului Marii Adunări Naționale (funcție de șef de stat). A fost ales membru al Biroului Politic al CC al PCR în 1960, poziție pe care a păstrat-o și după numirea sa ca prim-ministru în 1961.

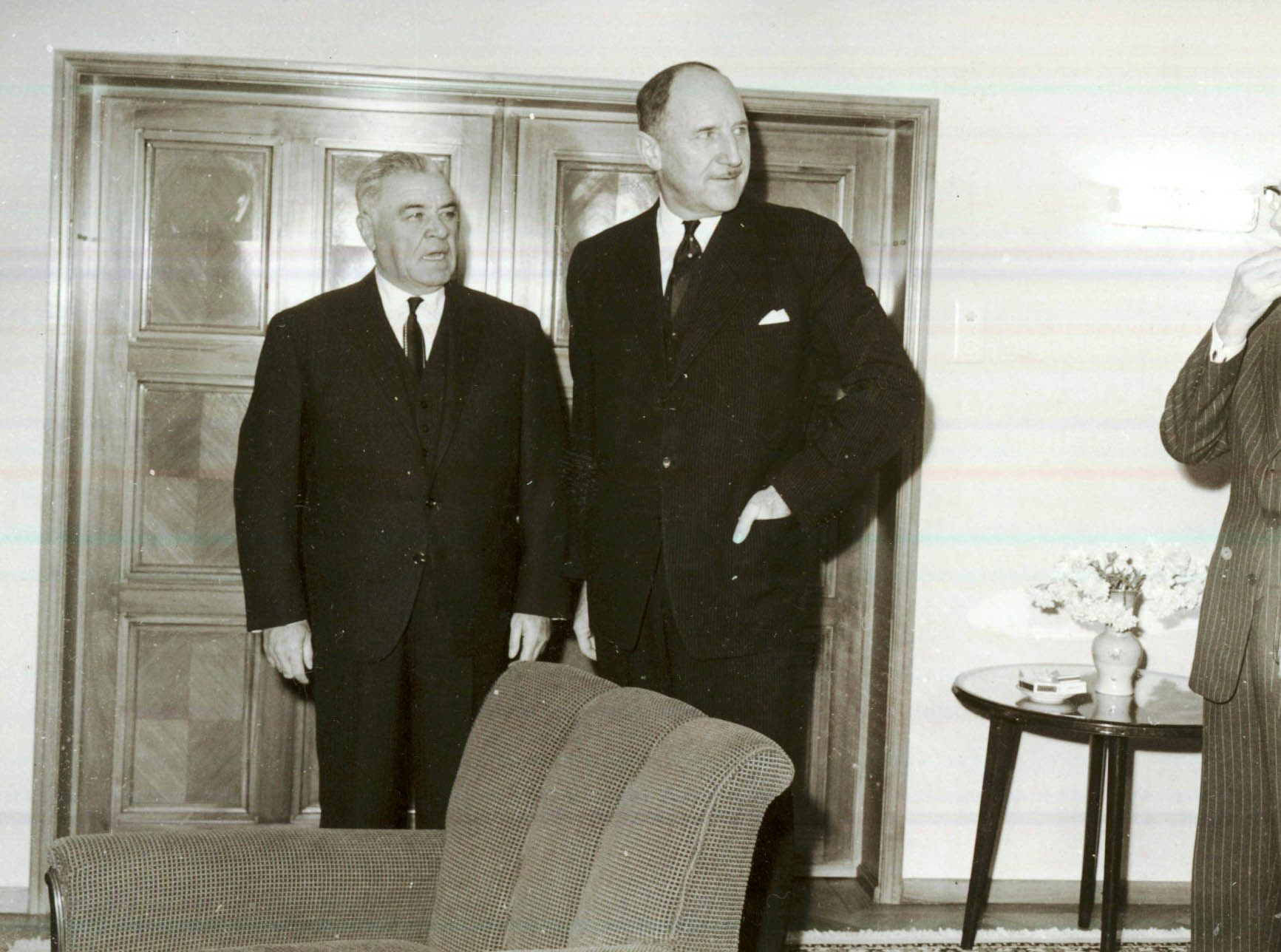
Ion Gheorghe Maurer și Joseph Luns în 1967

În lupta pentru putere care a urmat după moartea lui Gheorghe Gheorghiu Dej în 1965, Maurer, împreună cu Emil Bodnăraș și Manea Mănescu (și alți membri importanți în CC al PCR) l-au sprijinit pe Nicolae Ceaușescu împotriva lui Gheorghe Apostol. În anii care au urmat, Maurer a contribuit la consolidarea puterii lui Ceaușescu, de exemplu prin înlocuirea din funcția de ministru de externe al lui Corneliu Mănescu.
În perioada cât a fost prim-ministru (a condus cinci guverne succesive din 21 martie 1961 până la 28 martie 1974), a făcut numeroase vizite în străinătate, pentru a înlesni relațiile economice sau a întări legăturile politice. A făcut câte două vizite în URSS și China (martie 1964) pentru a media în conflictul dintre cele două mari țări socialiste. La 28 septemberie 1967 a călătorit în secret la Hanoi, cu scopul de a convinge guvernul comunist al Vietnamului de Nord să-și schimbe poziția dură și să adere la demersurile care aveau ca scop terminarea războiului cu Vietnamul de Sud. În mandatele sale economia României a înregistrat o creștere medie de peste 9% pe an.
În 1971 a fost la una dintre multele vânători comune cu Nicolae Ceaușescu în județul Covasna. Cu această ocazie s-a iscat un conflict între cei doi legat de cine a doborât un urs, după ce amândoi au tras aproape în același timp. Cu toate că părerea asistenților prezenți era că glonțul ucigaș a fost al lui Maurer, un funcționar al ministerului rugat să facă arbitrajul, Feneser, a decis, că trofeul aparține lui Ceaușescu. Maurer a protestat și, în urma schimbului de cuvinte, Ceaușescu s-a supărat și a plecat cu elicopterul, fără să ia parte la ospățul obișnuit de după vânătoare. Localnicii care au participat la aceste vânători au păstrat o amintire plăcută despre Maurer, pe care îl considerau un om curajos, fin, cu simțul umorului, care înțelegea limba maghiară, spre deosebire de Ceaușescu, care țipa tot timpul, era arogant cu oamenii, și nu avea curaj.
În 1972, în aceeași zi când Ceaușescu îi îndemna pe activiștii comuniști să lupte pentru realizarea planului cincinal în 4 ani și jumătate, Maurer a surprins opinia publică prin discursul său de la Cluj, în care a declarat, că „Mai bine mai puțin, dar mai bine”. Discursul său a fost ignorat de mass-media, un semn sigur al marginalizării sale treptate, și ascensiunii Elenei Ceaușescu. 
La ședința CC al PCR din 25-26 martie 1974, au fost îndepărtați din funcții mai mulți adversari ai lui Nicolae Ceaușescu. Maurer a fost scos la pensie la cererea lui, pe motiv de boală, dar a păstrat cele mai multe avantaje personale ale elitei comuniste (vilă cu piscină în interior, 2 mașini de lux, șofer, gardă de corp etc.). În anii care au urmat a fost invitat de onoare la toate evenimentele publice mari ale partidului și statului (congrese, sărbătorile cu ocazia zilei naționale etc.).
Și-a trăit anii lungi de pensie într-o vilă luxoasă aflată pe bulevardul Primăverii din București, confiscată de statul comunist de la proprietarii originari în ultimii ani ai deceniului 1940.
Károly Király, un alt fost demnitar înalt al nomenclaturii comuniste căzut în dizgrație, i-a transmis lui Maurer copia uneia dintre scrisorile sale de protest din primăvara lui 1987. Maurer a dat pe 25 august 1987 un răspuns foarte scurt, precizând că este de acord cu toate criticile și observațiile formulate de Király, cu excepția paragrafului care exprimă convingerea, că lucrurile mai pot fi îndreptate.
După condamnarea represiunii mișcării de revoltă a muncitorilor din Brașov din noiembrie 1987, a fost pus în stare de arest la domiciliu.
După revoluția din 1989 a rămas sceptic, nu s-a mai implicat în viața publică. Într-un interviu acordat revistei "Flacăra" în 1992, el afirma că, în afară de Ion Iliescu, care îi mai cerea, prin 1990, câte un sfat, nici foștii, nici actualii demnitari nu-l vizitau.

## Distincții
- Ordinul „Coroana României” în gradul de „Mare Ofițer” (1945)
- Ordinul „Steaua României” în gradul de „Mare Ofițer” (1947)
- Medalia „A cincea aniversare a Republicii Populare Române” (24 decembrie 1952) „pentru lupta și munca duse în vederea făuririi, consolidării și prosperării Republicii Populare Române”[20]
- Ordinul Muncii clasa a III-a (21 august 1954) „pentru merite deosebite pe tărîmul construcției de stat, economice, sociale și culturale, cu ocazia celei de a zecea aniversări a eliberării patriei noastre”[21]
- Ordinul „Apărarea Patriei” clasa a II-a (30 decembrie 1957) „cu ocazia celei de a zecea aniversări a proclamării Republicii Populare Romîne și pentru merite deosebite în îndeplinirea sarcinilor date de Partidul Muncitoresc Romîn, pentru merite deosebite pe tărîmul construcției de stat, economice, sociale, culturale și obștești”[22]
- Ordinul „23 August” clasa I (12 august 1959) „pentru îndelungată activitate în mișcarea muncitorească, pentru contribuția activă la răsturnarea dictaturii militaro-fasciste și instaurarea regimului democrat-popular, pentru merite deosebite în opera de construire a socialismului”[23]
- Medalia „40 de ani de la înființarea Partidului Comunist din Romînia” (6 mai 1961) „pentru activitate îndelungată în mișcarea muncitorească și merite în opera de construire a socialismului”[24]
- titlul de Erou al Muncii Socialiste din Republica Populară Romînă și medalia de aur „Secera și Ciocanul” (22 septembrie 1962) „cu prilejul împlinirii a 60 de ani de viață, pentru activitate îndelungată în mișcarea revoluționară și merite deosebite în opera de construire a socialismului”[25]
- Medalia „A XX-a Aniversare a Eliberării Patriei” (18 august 1964) „pentru merite deosebite în opera de construire a socialismului, cu prilejul celei de a XX-a aniversări a eliberării patriei”[26]
- Medalia jubiliară „A XX-a Aniversare a Zilei Forțelor Armate ale Republicii Populare Romîne” (21 octombrie 1964) „pentru merite deosebite în făurirea și întărirea Forțelor Armate ale Republicii Populare Romîne, cu prilejul celei de a XX-a aniversări a Zilei Forțelor Armate”[27]
- Ordinul „Tudor Vladimirescu” clasa I (30 aprilie 1966) „cu prilejul celei de-a 45-a aniversări de la înființarea Partidului Comunist din România, pentru îndelungată activitate în mișcarea muncitorească și merite deosebite în opera de construire a socialismului”[28]
- Medalia „A XXV-a Aniversare a Eliberării Patriei” (4 august 1969) „pentru merite deosebite în lupta împotriva fascismului, în eliberarea țării, în războiul antihitlerist, în instaurarea puterii democrat-populare și construirea socialismului în Republica Socialistă România, cu prilejul celei de-a XXV-a aniversări a eliberării patriei”[29]
- Ordinul „Victoria Socialismului” (6 mai 1971) „pentru activitate îndelungată în mișcarea revoluționară, pentru contribuția deosebită la înfăptuirea politicii interne și externe a Partidului Comunist Român, la opera de construire a socialismului, cu prilejul celei de-a 50-a aniversări a Partidului Comunist Român”[30]
- titlul de „Erou al Republicii Socialiste România” (23 septembrie 1972) „pentru îndelungata și rodnica activitate desfășurată în mișcarea revoluționară, precum și pentru contribuția deosebită adusă la elaborarea și înfăptuirea politicii interne și externe a partidului și statului, la opera de făurire a societății socialiste multilateral dezvoltate în patria noastră, cu prilejul împlinirii vîrstei de 70 de ani”[31]
- Medalia „25 de ani de la proclamarea Republicii” (26 decembrie 1972) „pentru merite deosebite în opera de construire a socialismului, cu prilejul aniversării a 25 de ani de la proclamarea Republicii”[32]
- titlul de Erou al Muncii Socialiste din Republica Populară Romînă și medalia de aur „Secera și Ciocanul” (1974)
- Ordinul „Steaua Republicii Socialiste România” clasa I (1982) „în semn de înaltă apreciere a activității desfășurate în mișcarea revoluționară, în conducerea partidului și statului, a contribuției aduse la victoria revoluției și construcției socialiste în România, la înfăptuirea politicii partidului de dezvoltare economico-socială a țării, de întărire a independenței și suveranității patriei, cu prilejul împlinirii vîrstei de 80 de ani”[33]